# Hoofd (taalkunde)
Het hoofd, ook wel het syntactische hoofd of de syntactische kern, is een begrip uit de grammatica. Het is een vrij morfeem dat de syntactische eigenschappen van de naamwoordelijke of verbale constituent waar het bij hoort bepaalt. Een constituent is een samenhangende woordgroep.

## Hoofd versus dependens
Het hoofd staat wanneer het dienstdoet als complementeerder in talen met een min of meer vaste woordvolgorde. Dat kan zoals in het Nederlands meestal tussen de werkwoorden van het gezegde, bijvoorbeeld in 'Zij hebben het op het laatste moment toch nog gedaan', maar zoals in andere talen ook aan het begin of het einde van de zin, zoals in het Engels of het Japans. Daarnaast worden talen met hoofdmarkering onderscheiden van talen met dependensmarkering. Deze laatste tweedeling is echter niet scherp, vaak worden bijvoorbeeld de hoofden van verschillende soorten zinsdelen anders behandeld.
De head-driven phrase structure grammar is een onderdeel van de computationele taalkunde, die voor de verschillende talen de manier probeert te verklaren waarop mensen hun zinnen opbouwen. 

## Voorbeelden
Maan is in het zinsdeel 'De volle blauwe maan' het syntactische hoofd. Dit hoofd bepaalt dat het zinsdeel als geheel tot de naamwoordgroep behoort. De bijvoeglijk naamwoorden vol en blauw doen dienst als dependenten.
Het tweede deel 'spraak' is in de samenstelling 'ruggespraak' het syntactische hoofd. Het eerste deel brengt alleen een betekenisnuance aan.

## Prosodisch hoofd
In een prosodische eenheid wordt een laag hoofd onderscheiden van een hoog hoofd. Een hoog hoofd wordt op hoge toon uitgesproken. Het begint met de eerste lettergreep met klemtoon en loopt tot aan de lettergreep met de klemtoon van de zin. Deze laatste lettergreep wordt minder hoog uitgesproken dan het hoge hoofd:
- Het ↑busje komt | zo.

Deze zin kan echter ook met een andere intonatie worden uitgesproken:
- Het ↓busje komt | zo.

De klemtoon ligt in beide zinnen op 'zo'. In deze tweede zin is sprake van een laag hoofd, de klemtoon op 'zo' wordt op een hogere toon uitgesproken dan de eerste lettergreep met klemtoon, die tevens het hoofd van de zin vormt.

## Andere betekenis
Indien sprake is van een samenstelling of afleiding, dan wordt de stam van het samengestelde woord het hoofd genoemd.